# アンドレ・ルーズベルト
コーネリアス・ルイ・アンドレ・ルーズベルト（Cornelius Louis André Roosevelt、1879年4月24日 – 1962年7月21日）は、フランス生まれのアメリカ人映画監督、リゾートホテル経営者。
パリで生まれた。父コーネリアス・ルーズベルト（1847 - 1902）は、元アメリカ大統領セオドア・ルーズベルトの従兄弟で、アメリカ大聖堂 (パリ)で洗礼を受けた。母はフランスの女優アンナ。パリオリンピックラグビーユニオンフランス代表として、金メダルを獲得した。
1905年にアーデルハイト・ランゲと結婚し、離婚後、ハイチでアリス・ラ・Fontantと再婚した。冒険家で、1924年に観光市場を開拓しようとバリ島に旅行し、同時に、バリの文化的整合性を維持しようとした。バリをパリのような法治の国内または国際パークとする構想を持っていた。ヴァルター・シュピース支援を受け、1928と1929年、アーマンド・デニス とGoona-Goona, An Authentic Melodrama (The Krisとも)を撮影した。これを1930年にアメリカで放映すると、アメリカにバリブームが起こった。 また、1938年に映画Beyond the Caribbeanを製作した。1962年7月にポルトープランスで死亡した。